# Адміністративний поділ Зімбабве

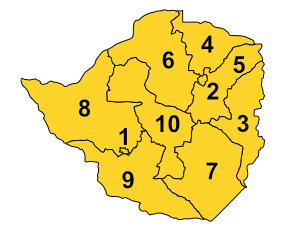
Адміністративний поділ Зімбабве

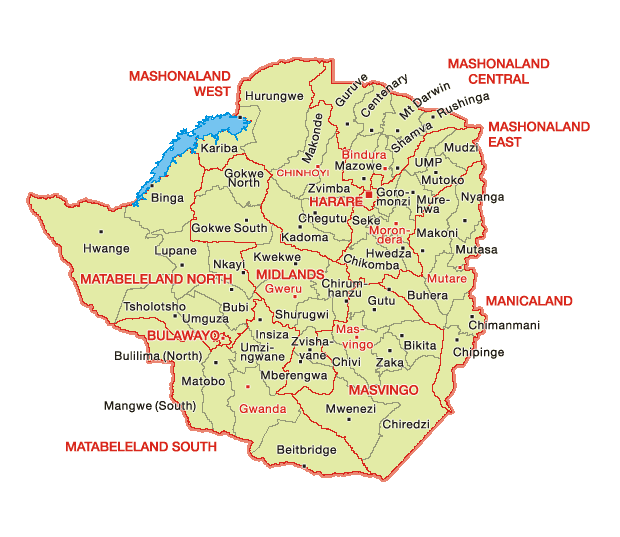
Карта Зімбабве із зазначенням адміністративного поділу

Зімбабве розділено на вісім провінцій, а також два міста з провінційним статусом (Хараре і Булавайо). Вони, в свою чергу, діляться на 59 округів, а ті — на 1200 муніципалітетів.
| №  | Провінція              | Адміністративний центр | Площа, км² | Населення (2002), осіб | Щільність, осіб/км² |
| -- | ---------------------- | ---------------------- | ---------- | ---------------------- | ------------------- |
| 1  | Булавайо               | Булавайо               | 479        | 676 787                | 1412,92             |
| 2  | Хараре                 | Хараре                 | 872        | 1903510                | 2182,92             |
| 3  | Манікаленд             | Мутаре                 | 36459      | 1566889                | 42,98               |
| 4  | Центральний Машоналенд | Біндура                | 28374      | 998 265                | 35,18               |
| 5  | Східний Машоналенд     | Марондера              | 32230      | 1125355                | 34,92               |
| 6  | Західний Машоналенд    | Чинхої                 | 57441      | 1222583                | 21,28               |
| 7  | Масвінго               | Масвінго               | 56566      | 1318705                | 23,31               |
| 8  | Північний Матабелеленд | Лупане                 | 75025      | 701 359                | 9,35                |
| 9  | Південний Матабелеленд | Гванда                 | 54172      | 654 879                | 12,09               |
| 10 | Мідлендс               | Гверу                  | 49166      | 1466331                | 29,83               |
|    | Всього                 |                        | 390757     | 11634713               | 29,77               |